# 1994 no teatro

## Nascimentos
| Data | Nome | Profissão | Nacionalidade | Observações | Ref |
| ---- | ---- | --------- | ------------- | ----------- | --- |

## Mortes
| Data           | Nome             | Profissão                               | Nacionalidade | Observações | Ref |
| -------------- | ---------------- | --------------------------------------- | ------------- | ----------- | --- |
| 6 de janeiro   | Cláudia Magno    | atriz                                   | Brasil        | n. 1958     |     |
| 9 de janeiro   | Benjamin Cattan  | ator                                    | Brasil        | n. 1925     |     |
| 21 de abril    | Walter Pinto     | produtor e diretor de teatro de revista | Brasil        | n. 1913     |     |
| 11 de setembro | Jessica Tandy    | atriz                                   | Reino Unido   | n. 1909     |     |
| 24 de outubro  | Raúl Juliá       | ator                                    | Porto Rico    | n. 1940     |     |
| 11 de dezembro | Dionísio Azevedo | ator e diretor                          | Brasil        | n.1922      |     |